# Pokoli szomszédok 2: Vakáción
A Pokoli szomszédok 2: Vakáción (Neighbours From Hell 2: On Vacation, az Egyesült Államokban Neighbours From Hell: On Vacation néven) egy humoros stratégiai videójáték, amit Microsoft Windowsra adtak ki a Pokoli szomszédok folytatásaként.

## Szereplők
- Woody – A játszható szereplő.
- Mr. Rottweiler – A szomszéd, akit Woody-nak ezúttal is fel kell bosszantia.
- Mamuci - Mr. Rottweiler édesanyja, Woody második ellenfele.
- Olga – A nő, akihez a szomszéd vonzódik.
- Olga gyermeke – Ő az a kisfiú, akibe a szomszéd, ha teheti, beleköt.
- Mamuci kutyája – A kutya, akiről a szomszédnak gondoskodnia kell.

## Játékmenet
A szomszédnak elege lett Woodyból és a tréfáiból, ezért elhatározza, hogy vakációzni megy és világkörüli hajóútra indul. Ám, az útról Woody sem maradhat le. A feladat adott: a hajó fedélzetén a legváltozatosabb csínyeket, trükköket és csapdákat felállítani.
Az első részben megismert ház helyett most a világ különböző tájaira utazva bosszanthatjuk szomszédunkat, de ezúttal is óvatosnak kell lennünk, ugyanis a szomszéd mamája is a nyaralásra tart a későbbi epizódokban és ő is elkaphat minket, ha figyelmetlenek vagyunk. Az előző részhez képest itt már 3 életünk van és a szomszéd hőmérője is másképpen működik. Minden elsütött csíny után érmét kapunk, és így valamennyi mennyiségű érme után be is fejezhetjük a játékot.
Egy új nehezítés, hogy egyes tárgyak megszerzéséhez egy másikat kell alkalmazni, de olyan is lehet, hogy a tárgy megszerzéséhez egy úgynevezett mini-játék jön előtérbe, ahol feladatunk egy körben lévő tárgyat kell középen tartani az egér (vagy az iránygombok; a konzolos változat tekintetében) mozgatásával, amíg Woody a tárgyért küzd és ha kör teljesen zöld, megszereztük. Ha viszont pirossá válik, akkor a szomszéd szalad megnézni, mi történt és ilyenkor azonnal távozni kell. Újítás, hogy mikor a szomszéd alszik, nyugodtan elmehetünk mellette (ez a szomszéd anyjára is vonatkozik.)

## A sorozat utóélete
A játékot készítő JoWood Vienna Productions csődöt mondott 2011. január 7-én, a játék jogait a Nordic Games (THQ Nordic) vásárolta meg. 2020. október 8-án megjelent a két játék felújított, „újratöltött” (remastered) változata Neighbours back from Hell néven Nintendo Switch, Playstation 4 és Xbox One konzolokra (mellette PC-re és Steam-re is).

## Nem hivatalos folytatások
A második rész megjelenése után nem hivatalos folytatások készültek egyes orosz fejlesztőcsapatok által. Hazánkban öt darab nem hivatalos Pokoli szomszédok játék lett kiadva magyar nyelven, melyek a következőek:
- Pokoli szomszédok 3: Az ördög nem alszik
- Pokoli szomszédok 4: Óvakodj a főnöktől
- Pokoli szomszédok 5: Oroszországból szeretettel
- Pokoli szomszédok 6: Szívasd a szőkét
- Pokoli szomszédok 7: Szívasd a neppert

Megjegyzések:
- A Pokoli szomszédok 7 után készült még (pár) játék, de azok soha nem jelentek meg magyar felirattal és hivatalos magyar címük sincs.
- A Pokoli szomszédok 3 eredetileg a Pokoli szomszédok 4 lenne (és vice versa) külföldön.

## Érdekesség
- A játék azon legelső epizódjában, ahol a szomszéd anyja feltűnik, az áll, hogy: "Vele nem kell, sőt, nem is illik tréfákat űzni, inkább az a feladat, hogy a fiacskáját minél inkább befeketítsd előtte." Ez ellentmond az "Ember a vízben" c. epizódjában. Ha a fent található székre - amin a szomszéd anyja szokott aludni - visszük az egérkurzort, egy megragadó kézzé változik. Ha utána rákattintunk a székre és odaérünk, Woody nem fog csinálni semmit, csak megfordul és néz. Az a magyarázata, hogy a JoWood elvetette azt a korai ötletét, mely szerint a szomszéd anyját is meg kellett volna tréfálni (csak) az említett epizódban. Viszont, a szomszéd anyjának dühös portréja TGA kiterjesztésű fájlokban van elraktározva.
- A játéknak létezik ingyenesen letölthető demó verziója.
- A Pokoli szomszédok 2 PC demó verzióban található "On a dirty mission" c. epizódja különbözik a teljes verziós változatától (amelyben nem ez a neve).